# رینبو
رینبو (به انگلیسی: Rainbow) نام یک گروه هارد راک انگلیسی بود. رینبو در سال ۱۹۷۵ توسط ریچارد هیو بلکمور گیتاریست و سازنده گروه دیپ پرپل شکل گرفت. اعضای دیگری که در هنگام شکل‌گیری رینبو با بلکمور همکاری کردند شامل رونی جیمز دیو خواننده و سازنده گروه بلوز راک الف، میکی لی سول نوازنده کیبورد، کریگ گرابر نوازنده گیتار باس و گری دریسکول نوازنده درامز بود. البته در طول دوران فعالیت رینبو اعضای بسیاری تغییر کردند.
در رده‌بندی ۱۰۰ گروه برتر کانال VH1 نام رینبو در رده ۹۰ برترین گروه‌های هارد راک به چشم می‌خورد.

## درباره

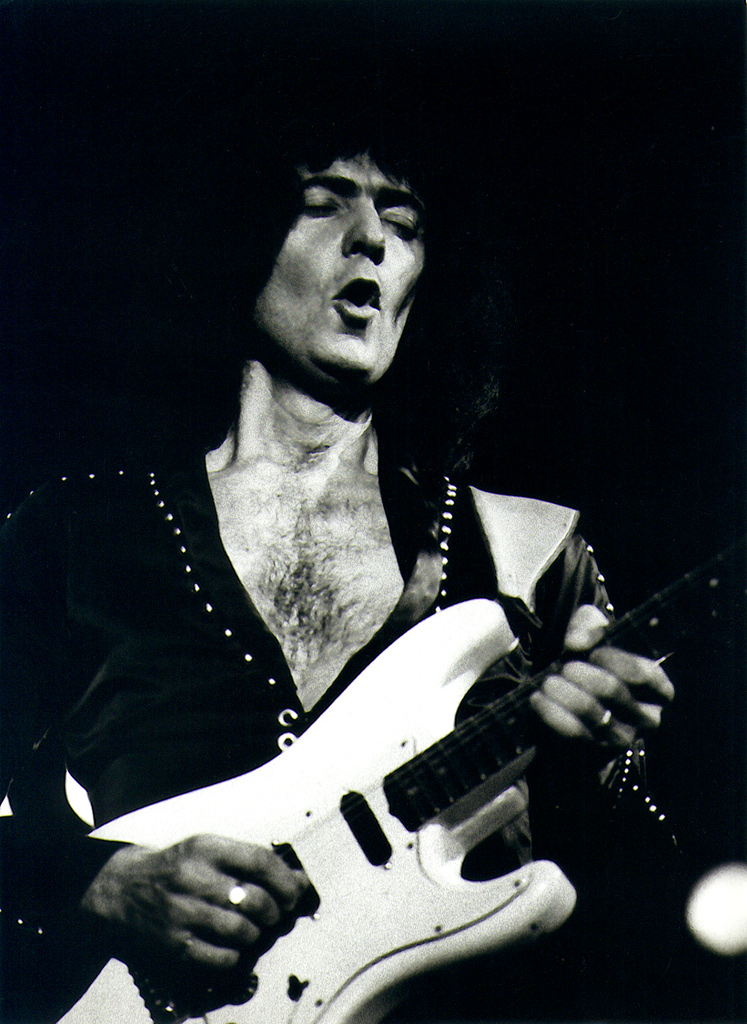
ریچی بلک‌مور در حال اجرا در میدان گاوبازی مونومنتال بارسلونا در دوران همکاری‌اش با گروه رینبو.

موسیقی فانک/سول (یا به قول بلکمور موسیقی Shoeshine) باعث شده بود تا ریچی کم کم از گروه فاصله بگیرد. در طی تور آمریکا ریچی با دیو آشنا می‌شود و این دو به این نتیجه می‌رسند که تفاهم زیادی در موسیقی با هم دارند. بلکمور از دیپ پرپل جدا می‌شود و گروه خود را به نام رینبو تشکیل می‌دهد. نام گروه الهام گرفته شده از رینبو بار اند گریل در هالیوود است که رستوران و باری است که در آن ستارگان راک، گروه‌ها و طرفداران راک جمع می‌شدند. اولین آلبوم گروه «Ritchie Blackmore's Rainbow» بود که در سال ۱۹۷۵ منتشر شد.
برای ضبط آلبوم دوم بلکمور تمام اعضا گروه به جز دیو را مرخص کرد و اعضای جدیدی را برگزید، کوزی پاول نوازنده درامز جف بک، جیمی بین نوازنده باس و تونی کری نوازنده کیبورد آمریکایی افرادی بودند که جایگزین نفرات قبلی شدند و بدین ترتیب گروه با اعضای جدید آلبوم "Rising" را ضبط و منتشر کرد.
در ۱۹۷۸ بلکمور تصمیم گرفت تا از راجر گلوور نوازنده گیتار باس گروه دیپ پرپل برای آهنگسازی در گروه استفاده بکند. این کار با مخالفت دیو همراه بود و سرانجام دیو گروه را ترک کرد و جانشین آزی آزبورن در گروه بلک سبث شد. اواخر 1978 گروه بدون خواننده کارش را پی گرفت و همینطور دوباره تغییراتی در اعضای گروه صورت گرفت و تنها ریچی بلکمور و کوزی پاول از اعضای قبلی باقی‌مانده بودند.
ریچی برای جایگزینی دیو ابتدا سراغ یان گیلان رفت ولی او پیشنهاد بلکمور را نپذیرفت. پس از یک سری امتحانات خوانندگی از خوانندگان مختلف سرانجام گراهام بونت توانست نظر ریچی را به خود جلب کند و به گروه بپیوندد. در 1979 راجر گلوور هم هم به گروه پیوست و علاوه بر نقش آهنگسازی، نوازندگی گیتار باس را نیز به عهده گرفت. گروه با اعضای جدید آلبوم "Down to Earth" را ضبط کرد. در 1980 گروه تصمیم به شرکت در فستیوال مانستر آو راک در قلعه دونینگتون انگلستان گرفت و این آخرین حضور کوزی پاول نوازنده درامز در رینبو بود. او پس از ترک گروه به گروه مایکل شنکر یعنی وایت اسنیک پیوست. در همان شب خروج کوزی، بونت نیز از گروه اخراج شد دلیل آن مصرف بیش از حد مشروبات الکلی توسط او بود ( او بعدها نیز به دلیل مشابهی از گروه مایکل شنکر اخراج شد).
برای ضبط آلبوم بعدی جو لین ترنر جایگزین بونت و بابی راندینلی جایگزین کوزی پاول می‌شوند. آلبوم "Difficult to Cure" ضبط می‌شود، قطعه‌ای با همین نام در آلبوم ضبط می‌شود که ورژن راک سمفونی نهم بتهوون است، این آلبوم موفقیت‌هایی را برای گروه به ارمغان می‌آورد. پس از برگزاری تور، دون آیرلی گروه را ترک می‌کند و جای خود را به دیوید رزنتال می‌دهد.
آلبوم بعدی "Straight Between the Eyes" بود که به‌خصوص در آمریکا بسیار موفق تر از آلبوم قبلی بود. قطعه "Stone Cold" توانست مقام اول را در چارت آهنگ‌های راک مجله بیلبورد از آن خود کند.

### از هم پاشی و ملحق شدن دوباره
در آوریل 1984 مدیر گروه دیپ پرپل به ریچی بلکمور پیشنهاد بازگشت به گروه را می‌دهد، بلکمور و گلوور به دیپ پرپل می پیوندند و دیپ پرپل با اعضای جدید آلبوم "Perfect Strangers" را ضبط می‌کند و بدن ترتیب رینبو از کار می افتد. آخرین آلبوم رینبو "Finyl Vinyl" در واقع آلبومی است که از به هم چینی تک‌آهنگ‌های ضبط شده در اجراهای زنده به وجود آمده‌است.
دیپ پرپل به سراغ ضبط آلبوم "House of Blue Light" میرود و دوباره معلوم می‌شود که گیلان و بلکمور نمی‌توانند با هم کار کنند، گیلان گروه را ترک می‌کند و ریچی، جو لین ترنر را به گروه می‌آورد. ترکیب جدید دیپ پرپل موسیقی که بسیار شباهت به موسیقی رینبو دارد را پدید می‌آورد که این مسئله البته چندان برای بعضی از طرفداران گروه جذاب نیست. سرانجام پس از فشار مدیران و دیگر آهنگسازان گروه برای بار سوم از یان گیلان دعوت می‌شود تا به دیپ پرپلا بپیوندد . در 1993 دوباره بلکمور از دیپ پرپل جدا می‌شود و رینبو را با اعضایی جدید راه می اندازد. آلبوم "Stranger in Us All" در 1995 ضبط می‌شود و گروه عازم تور اجرای زنده در دور دنیا می‌شود. تور با موفقیت بسیاری همراه می‌شود، به ویژه اجرا در آلمان که توسط راک پالاست به صورت فیلم ضبط می‌شود. البته هیچ گاه این فیلم به صورت رسمی منتشر نشد اما به صورت قاچاقی در دست بسیاری از هواداران و مجموعه داران چرخید.
ب
پس از اینکه بلکمور از موسیقی آرنا راک، راک استودیومی، خسته شد به سراغ موسیقی رنسانس و قرون وسطایی رفت، سبکی که همیشه مورد توجه او بود. پس از کنسرت دانمارک در 1997 دوباره رینبو متوقف شد. بلکمور به همراه همسرش کندیس نایت که خواننده بود گروه بلکمورز نایت را راه انداخت، گروهی که حال و هوای موسیقی اش رنسانسی است و تا به امروز پابرجاست.
در اواخر 1997 کوزی پاول به سراغ بلکمور رفت تا رینبو را با اعضای گروه آلبوم "Rising" راه بیندازد اما هیچ گاه این خواسته به سرانجام نرسید. در آوریل 1998 کوزی پاول که از او به عنوان درامرز افسانه یاد می‌شود مرد و پروژه تشکیل مجدد رینبو از کار افتاد. از آن پس در دفعات بسیاری شایعه تشکیل مجدد رینبو با حضور بلکمور و دیو پخش شده ولی همیشه هر دوی آن‌ها این شایعات را تکذیب کرده‌اند.
پس از 1997 و از کار افتادن رینبو همچنان در گوشه و کنار دنیا آهنگ‌های رینبو شنیده می‌شوند. اعضای گروه رینبو به ویژه رونی جیمز دیو، جو لین ترنر و گراهام بونت هر از چند گاهی به سراغ آرشیوشان در رینبو می‌روند و آهنگ‌هایی از رینبو را در اجراهای زندشان اجرا می‌کنند.
در طی سال‌های 2002 تا 2004 هیوز ترنر پروژکت آهنگ‌های زیادی را از رینبو در اجراهای زنده اش اجرا کرد. در نهم اوت 2007 جو لین ترنر و گراهام بونت یک بزرگداشت به احترام رینبو در هلسینکی فنلاند راه انداختند که در این کنسرت آهنگ‌های رینبود ضبط شده در خلال سال‌های 1979 تا 1983 میلادی اجرا شدند.

### بالاتر از رنگین کمان
در سال 2009 چهار عضو سابق گروه یعنی جو لین ترنر، بابی راندینلی، تونی کری و گرگ اسمیٍث به همراه یورگن بلکمور پسر ریچی بلکمور گروه اور د رینبو را راه انداختند.

## اعضای گروه
| رونی جیمز دیو - خواننده ریچی بلکمور - گیتار میکی لی سول - کیبورد گریگ گرابر - باس گری دریسکول - درامز   | رینبو ریچی بلکمور ۱۹۷۵                  |
| رونی جیمز دیو - خواننده ریچی بلکمور - گیتار تونی کری - کیبورد جیمی بین - باس کوزی پاول - درامز          | رینبو ۱۹۷۵-۱۹۷۷                         |
| رونی جیمز دیو - خواننده ریچی بلکمور - گیتار تونی کری - کیبورد مارک کلارک - باس کوزی پاول - درامز        | رینبو ۱۹۷۷                              |
| رونی جیمز دیو - خواننده ریچی بلکمور - گیتار دیوید استون - کیبورد باب دیزلی - باس کوزی پاول - درامز      | رینبو ۱۹۷۷-۱۹۷۸                         |
| ریچی بلکمور - گیتار دیوید استون - کیبورد جک گرین - باس کوزی پاول - درامز                                | رینبو اواخر ۱۹۷۸                        |
| گراهام بونت - خواننده ریچی بلکمور - گیتار دن ایرلی - کیبورد راجر گلوور - باس کوزی پاول - درامز          | رینبو ۱۹۷۹-۱۹۸۰                         |
| جو لین ترنر - خواننده ریچی بلکمور - گیتار دن ایرلی - کیبورد راجر گلوور - باس بابی راندینلی - درامز      | رینبو ۱۹۸۰-۱۹۸۱                         |
| جو لین ترنر - خواننده ریچی بلکمور - گیتار دیوید روزنتال - کیبورد راجر گلوور - باس بابی راندینلی - درامز | رینبو ۱۹۸۱-۱۹۸۳                         |
| جو لین ترنر - خواننده ریچی بلکمور - گیتار دیوید روزنتال - کیبورد راجر گلوور - باس چاک برگی - درامز      | رینبو ۱۹۸۳-۱۹۸۴                         |
| گروه از هم می‌پاشد                                                                                       | رینبو ۱۹۸۴-۱۹۹۳                         |
| دوگی وایت - خواننده ریچی بلکمور - گیتار پائول موریس - کیبورد گرگ اسمیث - باس جان اورلی - درامز          | رینبو ریچی بلکمور ۱۹۹۴-۱۹۹۵             |
| دوگی وایت - خواننده ریچی بلکمور - گیتار پائول موریس - کیبورد گرگ اسمیث - باس چاک برگی - درامز           | رینبو ریچی بلکمور ۱۹۹۵-۱۹۹۶، اواخر ۱۹۹۷ |
| دوگی وایت - خواننده ریچی بلکمور - گیتار پائول موریس - کیبورد گرگ اسمیث - باس جان میچلی - درامز          | رینبو ریچی بلکمور ۱۹۹۷                  |

## آلبوم‌ها
| سال انتشار | نام آلبوم                   | تصویر روی جلد |
| ---------- | --------------------------- | ------------- |
| 1975       | Ritchie Blackmore's Rainbow |               |
| 1976       | Rising                      |               |
| 1978       | Long Live Rock 'n' Roll     |               |
| 1979       | Down to Earth               |               |
| 1981       | Difficult to Cure           |               |
| 1982       | Straight Between the Eyes   |               |
| 1983       | Bent out of Shape           |               |
| 1995       | Stranger in Us All          |               |